# Cal Pastisser
Cal Pastisser és una casa d'Oristà (Lluçanès) inclosa a l'Inventari del Patrimoni Arquitectònic de Catalunya.

## Descripció
Habitatge unifamiliar amb murs de maçoneria arrebossats.
A sobre el portal d'ntrada hi ha una llinda monolítica amb una inscripció gravada bastant ben conservada.
Entremig de la data 1723 hi ha un arbre d'un dibuix esquemàtic i simple.

## Història
La casa, així com d'altres d'Oristà, se situa concèntricament al voltant de l'església parroquial entre els segles xvi i xviii.